# Anke Oldenburger
Anke Oldenburger (* 14. Mai 1895 in Bochum, Provinz Westfalen; † nach 1952) war eine deutsche Malerin, Grafikerin und Bühnenbildnerin.

## Leben
Oldenburger studierte in Berlin und Düsseldorf. Sie wohnte in Essen-Margarethenhöhe. Als Nachfolgerin der Bühnenbildnerin Loe Dahl wurde sie 1921 zum künstlerischen Beirat und zur Leiterin des Ausstattungswesens am Theater Aachen bestellt. Sie war damit die erste Frau in leitender Stellung an einem deutschen Theater. 1924 wurde sie als „einzige weibliche Bühnenbildnerin von Ruf“ besprochen. Als Grafikerin schuf sie insbesondere Holz- und Linolschnitte.